# 쇼타임엔터테인먼트
쇼타임엔터테인먼트는 대한민국의 개그맨 기획사이며
매니지먼트사업, 공연기획제작사업, 광고홍보 및 제작사업을 하고 있다.

## 소속 연예인
거의 대부분이 개그맨들이며, 개그콘서트에 나온다.
- 김재욱
- 김혜선
- 노우진
- 박은영
- 송준근
- 송필근
- 신윤승
- 안소미
- 오나미
- 이동윤
- 이상민
- 이상호
- 이성동
- 이찬
- 임우일
- 정승환
- 정진영
- 박소라
- 정해철
- 크리스찬 로버트 존슨

## 같이 보기
- 비엠엔터플랜
- 코코엔터테인먼트